# Hans Zadek
Hans Zadek (* 19. September 1882 in Berlin; † im 20. Jahrhundert) war ein deutscher Manager der IG Farben.
Zadek war Direktor der GmbH zur Herstellung künstlicher Oberflächen, eines Konzerns der IG Farben. Zudem gehörte er dem Vorstand der AEG an.
Zadek war Vorsitzender des Heiz- und Kochapparateverbandes.